# Krabreflex
De krabreflex is een reflex die wordt doorgezonden naar de hersenen door de zeer gevoelige zenuwuiteinden in het oppervlak van de huid via het ruggenmerg en het is een frequent voorkomende reflex bij zoogdieren. Het zenuwsignaal houdt onder andere het exact bepalen van de locatie van de jeuk in. Het effect van de reflex is een willekeurig of onwillekeurig krabben om de jeuk te laten verdwijnen. De krabreflex is een reflex die een organisme beschermt en helpt het lichaam te ontdoen van parasieten en andere irriterende dingen. 
In het geval dat er een intense jeuk ontstaat, kan het krabben om zich ervan te ontdoen resulteren in pijn, en zulke pijnsignalen zouden het jeuksignaal onderdrukken, door een laterale inhibitie, ofwel het remmen van een actief neuron, omdat de achterstreng van het ruggenmerg en de hersenstam waarschuwingssignalen als pijn sneller doorgeven dan een jeuksignaal.